# Michael J. Noonan
Michael Joseph Noonan (irl. Micheál Ó Nuanáin; ur. 4 sierpnia 1935 w Bruff, zm. 17 września 2013 w Limerick) – irlandzki polityk i rolnik, poseł do Dáil Éireann, od 1987 do 1989 minister obrony.

## Życiorys
Kształcił się w koledżu salezjańskim w Pallaskenry, następnie ukończył nauki rolnicze na University College Cork. Zawodowo zajmował się rolnictwem. Działał także w strukturze Gaelic Athletic Association. Zaangażował się w działalność polityczną w ramach Fianna Fáil. W 1967 został członkiem rady hrabstwa Limerick, w której zasiadał przez kilka kadencji.
W 1969 po raz pierwszy wybrany do Dáil Éireann w okręgu Limerick West. Z powodzeniem ubiegał się o reelekcję w ośmiu kolejnych wyborach (w 1973, 1977, 1981, lutym 1982, listopadzie 1982, 1987, 1989 i 1992), zasiadając w niższej izbie irlandzkiego parlamentu do 1997. Od marca 1987 do lipca 1989 sprawował urząd ministra obrony w rządzie Charlesa Haugheya. Od lipca 1989 do lutego 1992 pełnił niższą funkcję rządową ministra stanu w departamencie gospodarki morskiej. W 1997 wycofał się z aktywności politycznej, działał społecznie w różnych organizacjach lokalnych.